# Genji: Days of the Blade
Genji: Days of the Blade, știut în Japonia ca Genji: Kamui Sōran (GENJI -神威奏乱- GENJI -Kamui Sōran?, lit. Genji: the Godly Disturbance), este un joc video de acțiune lansat în exclusivitate pentru Playstation 3.